# Zelotes fuscimanus
Zelotes fuscimanus este o specie de păianjeni din genul Zelotes, familia Gnaphosidae. A fost descrisă pentru prima dată de Kroneberg, 1875.
Este endemică în Uzbekistan. Conform Catalogue of Life specia Zelotes fuscimanus nu are subspecii cunoscute.